# Doe maar gewoon (album van René Froger)
Doe maar gewoon is de 17de studioalbum van René Froger.
Het album is wel de eerste Nederlandse van de zanger. Het album heeft twee singles, Doe maar gewoon en Jij Moet Verder. De single Jij Moet Verder kwam pas uit na de release van het album.

## Tracklist
1. Doe maar gewoon - 3:06
2. Daar Sta Je Dan - 3:58
3. Ga - 3:51
4. Jij Moet Verder - 3:35
5. Vertrouw Me Maar - 3:15
6. 't Is Verloren Tijd - 2:51
7. Je Hebt Gelogen - 4:13
8. Laat Me Nu Met Rust - 3:04
9. Ik Zal Altijd Op Je Wachten - 4:25
10. Laat Me Alleen - 3:54
11. Op Zondagmorgen - 4:11
12. Alles Kan Een Mens Gelukkig Maken (Eigen Huis 2007) - 3:32
13. Denk Aan Mij - 4:31
14. Bloed, Zweet En Tranen (EK-versie) Bonustrack op tweede uitgave